# Domen Novak (balonmanista)
Domen Novak (Liubliana, 26 de abril de 1998) es un jugador de balonmano esloveno que juega de extremo derecho en el HSG Wetzlar de la 
Bundesliga. Es internacional con la selección de balonmano de Eslovenia.
Su primer gran campeonato con la selección fue el Campeonato Mundial de Balonmano Masculino de 2023.

## Palmarés

### RK Celje
- Liga de balonmano de Eslovenia (1): 2020

## Clubes
| Club                | País      | Año         |
| ------------------- | --------- | ----------- |
| ŠD RK Krim          | Eslovenia | 2015 - 2017 |
| RD Slovan Ljubljana | Eslovenia | 2017 - 2018 |
| MRD Dobova          | Eslovenia | 2018 - 2019 |
| RK Celje            | Eslovenia | 2019 - 2021 |
| HSG Wetzlar         | Alemania  | 2021 - Act. |